# Каринка (село)
Кари́нка — село в Кирово-Чепецком районе Кировской области, административный центр Мокрецовского сельского поселения.

## География
Расстояние до центра района (город Кирово-Чепецк) — 56 км. С Кирово-Чепецком село связано пригородным автобусным маршрутом № 206 Кирово-Чепецк — Ардашевсий. Расположено на возвышенном правом берегу небольшой речки Каринка, правом притоке Филипповки.
Местность безлесная. При некоторых домах разбиты небольшие сады из лиственных и хвойных деревьев.

## История

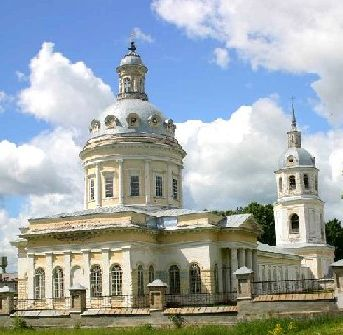
Вознесенская церковь с. Каринка

Село основано в 1673 году, когда епископ Вятский Александр храмозданной грамотой благословил постройку «над Каринкою речкою на Ошланской дороге» деревянной церкви во имя Архангела Божия Михаила (разобрана в 1767 году). Село входило в состав Филипповой слободки Хлыновского уезда. В 1763 году в селе проживало 26 ревизских душ. Каменная тёплая Вознесенская церковь была построена в 1763—1765 годах, перестроена и расширена в 1900 году. Приход состоял из 68 селений. В селе были земская мужская и церковно-приходская женская школы Жители занимались земледелием, а также отхожим промыслом на заводы Слободского уезда, в Сибирь и Пермскую губернию.

В материалах переписи 1876 года значится:
Село Каринское при речке Филипповке находится на расстоянии 25 верст от становой квартиры и в 72 верстах от уездного города. Число дворов — 12. Жителей мужского пола — 25, женского — 30. Кроме того, имеются 1 православная церковь, 1 училище и 4 торжка. Расположено село в Вяземском уезде, Семушевской волости, во втором стане, между Вожгальской, Глазовской и Слободской дорогами.
На карте Вятского уезда 1886 года село Каринское расположено на территории Селезневской волости, на пашенных церковных землях.
По данным переписи 1926 года село входило в Бельтюковский сельсовет Селезеневской волости, с числом жителей в 42 человека (17 хозяйств). В 1929 году был образован совхоз. С 1960 года в селе находился центр совхоза «Ардашевский» (С 1993 года — АО «Ардашевский», с 2005 года — СПК «Каринка», с 2006 года хозяйство вошло в состав агрофирмы «Абсолют-агро»).
В 2011 году в селе открыта автоматизированная мясохладобойня с производительностью 10 тонн продукции за смену. В том же году в рамках реализации целевой программы «Социальное развитие села на 2010—2013 годы» в Каринке началась комплексная застройка малоэтажными быстро возводимыми домами. Всего по программе должны быть построить 51 такой дом.

## Население
| 1763 | 1876 | 1926 | 1989  | 2010 |
| ---- | ---- | ---- | ----- | ---- |
| 26   | ↗55  | ↘42  | ↗1165 | ↘905 |

## Инфраструктура
В селе имеются средняя школа, сельский Дом культуры, библиотека.

## Застройка
Улицы села: Гагарина, Кирова, Лесная, Молодёжная, Новая, Садовая, Советская, Школьная.
Здание Вознесенской церкви в селе Каринка является памятником истории и культуры федерального значения.

## Известные уроженцы
- Обухов, Фёдор Михайлович (1923—2006) — стрелок-радист, гвардии младший лейтенант, Полный кавалер ордена Славы. Родился в расположенной поблизости деревне Краюхи (ныне нежилая).